# Ginetta GT5 Challenge

Gebhardt Ginetta GT5 Challenge är ett nordiskt mästerskap för Ginetta G40-bilar, som startades år 2013. Klassen är en så kallad enhetsklass, vilket innebär att bilarna är likadana utöver färgen. Initiellt kördes det tillsammans med Ginetta G20 Cup, men efter hand fasades G20 klassen ut för körning med endast G40. Bilen väger 920 kilogram (med förare) och har en 1,8 liters Ford Zetec motor med 165 hästkrafter. Däcken som används är Michelin slicks och regndäck. 
En tävlingshelg består av ett kval, och två eller tre race. Startordningen i första racet avgörs av vem som får Pole Position. Startordningen i andra racet avgörs av vem som har den snabbaste andra tiden i kvalet. Vid de tävlingarna som har ett tredje race utgörs startordningen av resultatet i det andra racet. 

## Säsong 2025
Från och med 2025 är Gebhardt huvudsponsor till serien vilket medförde en namnändring från Ginetta GT5 Challenge till Gebhardt Ginetta GT5 Challenge. Under helgen i Karlsskoga Motorstadion firades seriens 100:e racehelg.
| Position | 1st | 2nd | 3rd | 4th | 5th | 6th | 7th | 8th | 9th | 10th | 11th | 12th | 13th | 14th | 15th |
| -------- | --- | --- | --- | --- | --- | --- | --- | --- | --- | ---- | ---- | ---- | ---- | ---- | ---- |
| Race     | 30  | 24  | 21  | 19  | 17  | 15  | 13  | 11  | 9   | 7    | 5    | 4    | 3    | 2    | 1    |

| Race | Bana                   | Pole position      | Vinnare            |
| 1    | Anderstorp Raceway     | Erik Bertilsson    | Kevin Blomberg     |
| 2    | Anderstorp Raceway     | Kevin Blomberg     | Scott Kin Lindblom |
| 3    | Karlskoga Motorstadion | Peter Wiborg       | Kevin Blomberg     |
| 4    | Karlskoga Motorstadion | Scott Kin Lindblom | Scott Kin Lindblom |
| 5    | Karlskoga Motorstadion | Scott Kin Lindblom | Scott Kin Lindblom |
| 6    | Falkenbergs Motorbana  |                    |                    |
| 7    | Falkenbergs Motorbana  |                    |                    |
| 8    | Falkenbergs Motorbana  |                    |                    |
| 9    | Rudskogen              |                    |                    |
| 10   | Rudskogen              |                    |                    |
| 11   | Ring Knutstorp         |                    |                    |
| 12   | Ring Knutstorp         |                    |                    |
| 13   | FDM Jyllandsringen     |                    |                    |
| 14   | FDM Jyllandsringen     |                    |                    |
| 15   | FDM Jyllandsringen     |                    |                    |
| ---- | ---------------------- | ------------------ | ------------------ |

| Pl | Nummer | Förare                  | Klubb          | Anderstorp | Karlskoga | Falkenberg | Rudskogen | Knutstorp | Jylland | T   |
| -- | ------ | ----------------------- | -------------- | ---------- | --------- | ---------- | --------- | --------- | ------- | --- |
| 1  | 8      | Scott Kin Lindblom      | KAK            | 49         | 47        | –          |           |           |         | 126 |
| 2  | 28     | Kevin Blomberg          | Falkenbergs MK | 55         | 49        | –          |           |           |         | 121 |
| 3  | 74     | Erik Bertilsson         | Falkenbergs MK | 46         | 67        | –          |           |           |         | 113 |
| 4  | 29     | Andreas Lundin          | SMK Västerås   | 38         | 69        | –          |           |           |         | 107 |
| 5  | 71     | Ola Gustafsson          | Hyllinge MS    | 26         | 39        | –          |           |           |         | 65  |
| 6  | 44     | Peter Wiborg            | Team 13        | 28         | 22        | –          |           |           |         | 50  |
| 7  | 46     | Anders Gustavson        | Åby MK         | 17         | 32        | –          |           |           |         | 49  |
| 8  | 57     | Tim Folkinger           | Linköpings MS  | 11         | 33        | –          |           |           |         | 44  |
| 9  | 1      | Alexzander Kristiansson | Falkenbergs MK | 0          | 43        | –          |           |           |         | 43  |
| 10 | 27     | Nico Lahnalahti         | Monako FK      | 28         | 0         | –          |           |           |         | 28  |
| 11 | 81     | Hugo Nicklasson Rosberg | KS Klippan     | 9          | 19        | –          |           |           |         | 28  |
| 12 | 33     | Christopher Winroth     | Falkenbergs MK | 13         | 14        | –          |           |           |         | 27  |
| 13 | 19     | Alexander Holmberg      | MK Gutarna     | 0          | 25        | –          |           |           |         | 25  |
| 14 | 47     | Phillip Miller          | Falkenbergs MK | 9          | 12        | –          |           |           |         | 21  |
| 15 | 12     | Lukas Thörn             | SSK            | 6          | 12        | –          |           |           |         | 18  |
| 16 | 3      | Mikkel Njor             | ASK Hedeland   | 15         | 0         | –          |           |           |         | 15  |
| 17 | 86     | Riccard Hulting         | Södertälje KRC | 3          | 10        | –          |           |           |         | 13  |
| 18 | 80     | Adrian Sidenvall        | Linköpings MS  | 3          | 7         | –          |           |           |         | 10  |
| 19 | 10     | Mikael Benjaminsson     | Ulricehamns MK | 9          | 0         | –          |           |           |         | 9   |
| 20 | 37     | Linda Tovek             | Falkenbergs MK | 2          | 0         | –          |           |           |         | 2   |
| 21 | 60     | Aston Lind              | KAK            | 1          | 0         | –          |           |           |         | 1   |
| 22 | 20     | Anders Hedensjö         | Skellefteå MS  | 0          | 1         | –          |           |           |         | 1   |
| 23 | 10     | Christian Benjaminsson  | Ulricehamns MK | 0          | 1         | –          |           |           |         | 1   |
| 24 | 21     | Karl-Arne Källström     | BMW SC         | 0          | 0         | –          |           |           |         | 0   |
| 25 | 70     | Emilia Hedberg          | Svedala MK     | 0          | 0         | –          |           |           |         | 0   |
| 26 | 119    | Raoul Holmberg          | MK Gutarna     | 0          | 0         | –          |           |           |         | 0   |
| 27 | 14     | Kjell Zetterström       | KAK            | 0          | 0         | –          |           |           |         | 0   |
| 28 | 50     | William Mäkinen         | Team 13        | 0          | 0         | –          |           |           |         | 0   |

## Säsonger
| Säsong | Mästare                          | Team            |
| ------ | -------------------------------- | --------------- |
| 2013   | Dennis Strandberg                | Helsingborgs KK |
| 2014   | Niclas Lindström                 | Linköpings MS   |
| 2015   | Niclas Lindström                 | Linköpings MS   |
| 2016   | Andreas Andersson (racingförare) | Hyllinge MS     |
| 2017   | Otto Gullberg                    | SSK             |
| 2018   | Hampus Rydman                    | KAK             |
| 2019   | Hampus Rydman                    | KAK             |
| 2020   | Hampus Rydman                    | KAK             |
| 2021   | Hampus Rydman                    | KAK             |
| 2022   | Hampus Rydman                    | KAK             |
| 2023   | Peter Wiborg                     | Team 13         |
| 2024   | Alexzander Kristiansson          | Falkenbergs MK  |